# Franco-Belge de fabrication du combustible
La Franco-Belge de fabrication du combustible (FBFC) est une filiale de Framatome qui produit des assemblages combustibles. Elle transforme l'uranium enrichi en provenance de l'usine Georges-Besse en pastilles pour fournir des assemblages prêt à l'emploi dans les centrales nucléaires équipées de réacteur à eau pressurisée. La société est en activité de 1977 à 2015.

## Histoire
En août 1958 que les sociétés belges “Métallurgie Hoboken” et “Fabrique Nationale” décident de s’associer pour constituer une filiale commune destinée à la fabrication de combustible nucléaire : la société de “Métallurgie et Mécanique Nucléaires” (MMN).
En décembre 1973, MMN et Eurofuel, compagnie de holding avec Péchiney, Framatome et Westinghouse comme actionnaires, créent la société FBFC pour accompagner le développement rapide du marché nucléaire français. L'entreprise dispose du site à Dessel, à laquelle s'ajoute celle de Romans les années suivantes.
Le 31 janvier 2015 la société est fusionnée avec Areva NP (428 764 500).

## Descriptif
Créée en 1973, la société s'est installée en 1977 sur le site de Romans-sur-Isère.
Radiée et intégrée à Areva NP en 2015.
Intégrée dans la Business Unit Combustible de Framatome en 2018.
Pour fabriquer des assemblages de combustible nucléaires, FBFC transforme l’uranium enrichi à l'usine Georges Besse II, sous forme d'un gaz, l'hexafluorure d'uranium (UF6), en une poudre d'oxyde d'uranium (UO2). Cette poudre est ensuite pressée dans des matrices sous forme de pastilles, qui sont ensuite cuites dans un four par un procédé dit de frittage puis rectifiées pour ajuster leur forme et faciliter l’introduction dans les crayons de zirconium.
Parallèlement, l’usine de Romans réalise aussi les différentes pièces mécaniques nécessaires pour la mise en forme de l’assemblage, notamment à partir des gaines en zircaloy ou en alliage zirconium-niobium produites par la Compagnie européenne du zirconium.

## Implantations
La société est implantée sur le site nucléaire de Romans-sur-Isère, le site nucléaire du Tricastin et à Dessel en Belgique.